# Manuel Olivares
Manuel Olivares Lapeña (* 2. April 1909 in Son Servera; † 16. Februar 1976) war ein spanischer Fußballspieler und -trainer.

## Spielerkarriere

### Verein
Olivares kam in Son Servera auf den Balearen zur Welt. In seiner Kindheit zog er mit seiner Familie nach San Sebastián und durchlief fortan die Jugendmannschaften von Real Sociedad. 1928 unterschrieb er seinen ersten Profivertrag beim Zweitligisten Deportivo Alavés.
1930 stieg Olivares mit seinem Verein in die Primera División auf. Sein Debüt in der höchsten Spielklasse Spaniens erfolgte am 7. Dezember 1930, dem ersten Spieltag der Saison 1930/31. Alavés traf ausgerechnet auf Real Sociedad. Olivares schoss zwei Tore, die Partie endete 2:2. Insgesamt bestritt der Spanier 14 Spiele und erzielte dabei zehn Treffer.
Zur Saison 1931/32 wechselte Olivares zu Real Madrid. Mit den Königlichen gewann er zwei Spanische Meisterschaften sowie die Copa del Rey. Darüber hinaus wurde er in der Spielzeit 1932/33 mit 16 Toren Torschützenkönig.
1934 verließ Olivares die spanische Hauptstadt und kehrte zu Real Sociedad zurück. Am Saisonende stieg er mit dem Verein jedoch nach äußerst durchwachsenen Ergebnissen in die Segunda División ab. Zur Saison 1935/36 wechselte er schließlich zum Zweitligisten Real Saragossa und arbeitete fortan als Spielertrainer. Mit Saragossa gelang ihm umgehend der Aufstieg in die Primera División. Anschließend legte der Spanische Bürgerkrieg den Spielbetrieb lahm.
Nach dem Krieg wechselte Olivares zu Hércules Alicante. Auch dort war er als Spielertrainer tätig. Nach einer ereignislosen Saison in der Primera División schloss er sich 1941 dem Zweitligisten CD Málaga an. 1943 beendete er seine Karriere beim FC Algeciras.
Insgesamt bestritt Olivares in der Primera División 82 Spiele und schoss dabei 54 Tore.

### Nationalmannschaft
Am 14. Juni 1930 bestritt Olivares sein erstes und einziges Länderspiel für die spanische Nationalmannschaft gegen die Tschechoslowakei. Die Partie ging mit 0:2 verloren.

## Trainerkarriere
Nachdem er die Fußballschuhe an den Nagel gehängt hatte, entschied sich Olivares für eine Trainerlaufbahn. Zugute kam ihm hierbei, dass er bereits Erfahrungen als Spielertrainer gesammelt hatte. Große Erfolge blieben ihm dennoch verwehrt. 1945 gelang ihm mit UD Salamanca der Aufstieg in die Segunda División. Im Jahr darauf stieg man jedoch wieder ab. 1951 führte er UD Puertollano erstmals in der Vereinsgeschichte in die Tercera División, welche damals die dritthöchste spanische Spielklasse war. Nach weiteren kurzen Engagements beendete er 1954 seine Trainerkarriere.

## Erfolge
Als Spieler
- Spanischer Meister: 1932, 1933
- Spanischer Pokalsieger: 1934
- Aufstieg in die Primera División: 1936
- Pichichi-Trophäe: 1933

Als Trainer
- Aufstieg in die Primera División: 1936
- Aufstieg in die Segunda División: 1945
- Aufstieg in die Tercera División: 1951